# Drive-through

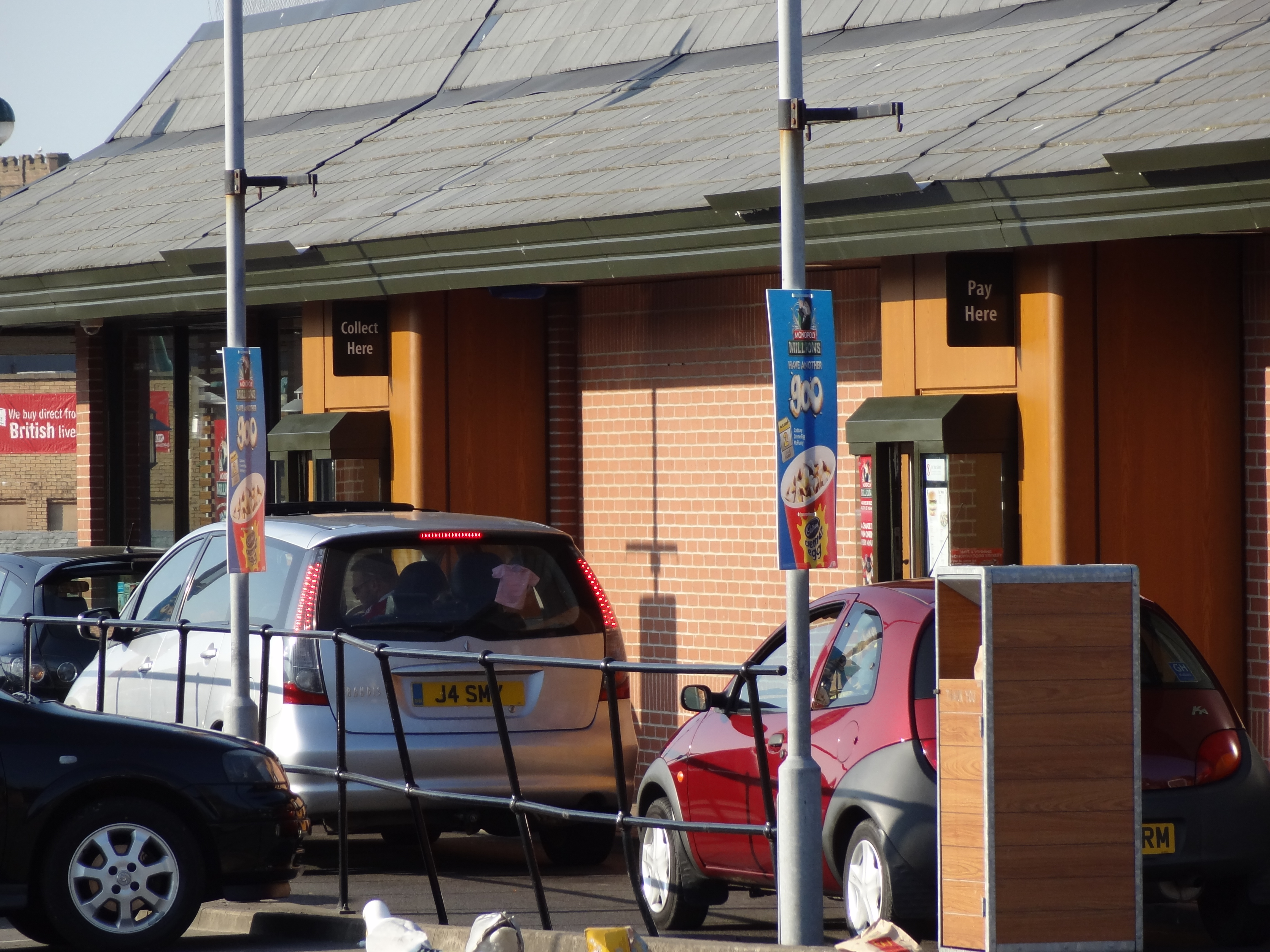
Il drive-through di un ristorante.

Un drive-through o drive-thru (servizio al volante) è un tipo di servizio da asporto fornito da un'azienda che consente ai clienti di acquistare prodotti senza lasciare l'auto. Il servizio è stato introdotto negli Stati Uniti negli anni '30 da Jordan Martin, ma da allora si è diffuso in altri paesi. Il primo uso registrato fu di una banca che utilizzava un cassiere alla finestra per autoveicoli sulla Grand National Bank di St. Louis, nel Missouri nel 1930. Il cassiere consentiva solo depositi in quel momento.
Gli ordini vengono generalmente effettuati utilizzando un microfono e ritirati di persona alla finestra. Un drive-through è diverso da un drive-in per diversi modi: le auto creano una linea e si muovono in una direzione nei drive-through e normalmente non parcheggiano, mentre i drive-in consentono alle auto di parcheggiare l'una accanto all'altra, il cibo viene generalmente portato alla finestra da un cameriere e il cliente può rimanere nell'auto parcheggiata a mangiare. Tuttavia, durante i periodi di punta, per mantenere la coda bassa ed evitare problemi per il flusso di traffico, i drive-through occasionalmente passano a un modello "ordina alla finestra, quindi parcheggia in uno spazio designato" dove il cliente riceverà il cibo da un addetto quando sarà pronto per essere servito.
I drive-through in genere hanno cartelli sulle corsie di marcia per mostrare ai clienti quali corsie sono dedicate al drive-through. I tipi di segnaletica utilizzati sono solitamente illuminati in modo che il messaggio "aperto" possa essere modificato in un messaggio "chiuso" quando la corsia non è disponibile.
Le strutture drive-through sono in genere di tre tipi. 1. A corsia singola, in cui l'operatore è nel chiosco sul lato del conducente; 2. A corsia doppia, con la corsia di sinistra sul lato sinistro del chiosco rivolta verso il lato destro del veicolo e la corsia di destra sul lato destro del chiosco rivolta verso il lato sinistro del veicolo, con un operatore per ogni corsia o un singolo operatore che gestisce entrambe le corsie; e 3. A più corsie, con due o più corsie, tutte con un operatore sul lato del conducente del veicolo. In alcuni casi, un chiosco a corsia singola può essere avvicinato in entrambe le direzioni a scelta del conducente, in base al fatto che il conducente o il passeggero interagisca con l'operatore.
I drive-through hanno generalmente sostituito i drive-in nella cultura popolare e in epoca moderna si trovano nella stragrande maggioranza delle moderne catene di fast food americane.

## Ristoranti drive-through

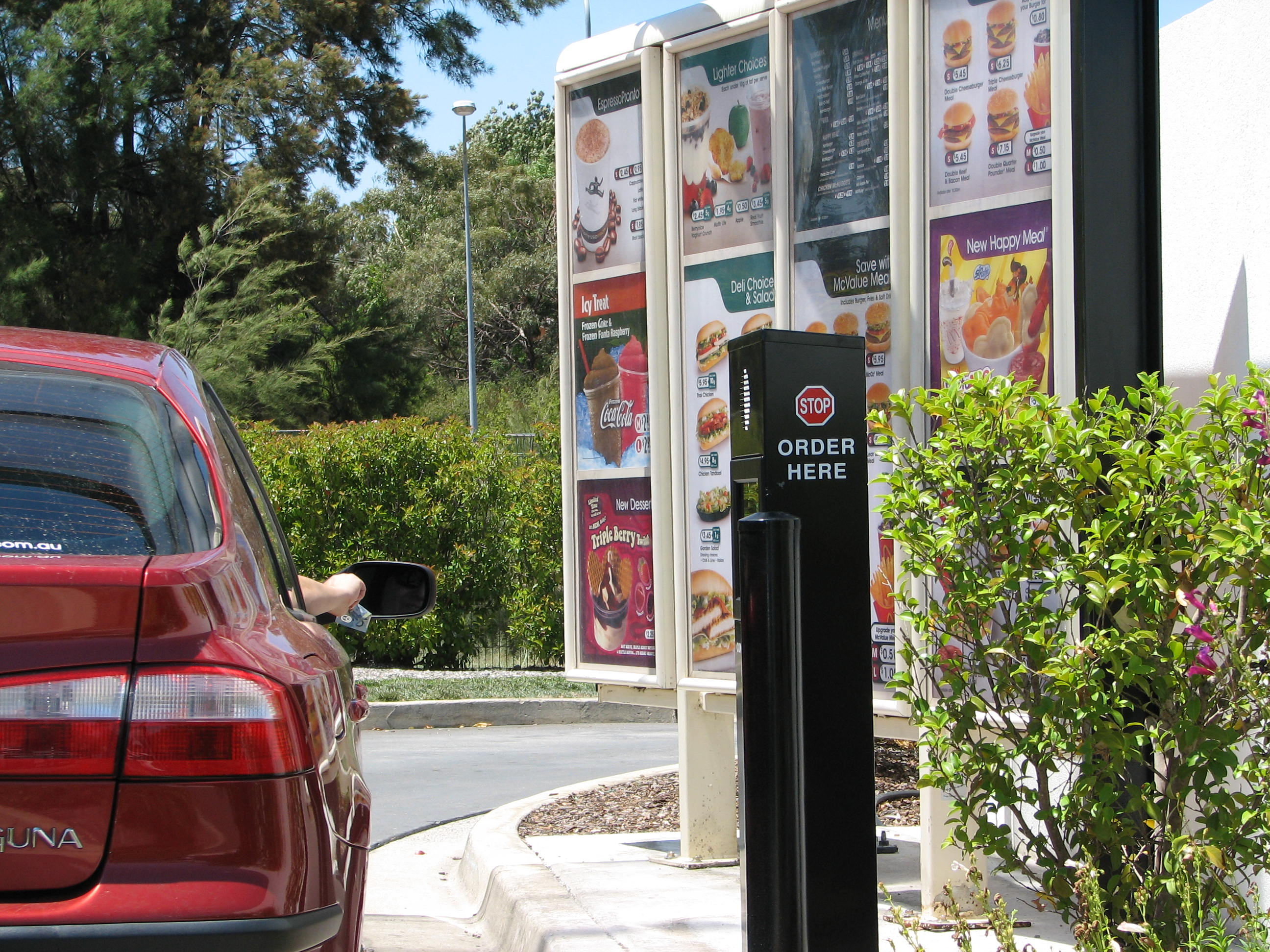
Un tipico drive-through di McDonald's australiano con altoparlante

Un ristorante drive-through è generalmente composto da:
- Un altoparlante e un microfono per consentire ai clienti di effettuare i propri ordini
- Un sistema di altoparlanti e microfono o cuffie wireless per consentire ai dipendenti di ascoltare l'ordine del cliente (quando viene utilizzato un altoparlante)
- Un dispositivo sotto il cemento per attivare il microfono e l'auricolare
- Monitoraggio del viale e della finestra tramite un sistema CCTV per monitorare il flusso del traffico e qualsiasi azione criminale che potrebbe verificarsi alla finestra, come una rapina a mano armata
- Uno o più cartelli indipendenti che elencano le voci del menu, denominati menù board
- I drive-through più recenti sono dotati di un display LCD o LED all'interno del sistema di altoparlanti per mostrare l'ordine completo e il costo totale per evitare errori di ordine dovuti a comunicazioni errate; l'intero menu può anche essere un display, liberando i dipendenti dalla responsabilità di cambiare promozioni, aggiungere o rimuovere articoli e apportare modifiche ai prezzi. In molti ristoranti, un display secondario con il totale è posizionato direttamente accanto alla finestra dell'ordine per fornire l'importo ai clienti, che di solito pagano in contanti.
- Sportelli in cui i dipendenti interagiscono con i clienti elaborando il pagamento del cliente e consegnandogli l'ordine. La maggior parte dei drive-through ha uno sportello che svolge entrambe le funzioni o due sportelli, con il primo utilizzato per il pagamento e il secondo per il ritiro dell'ordine, a seconda del traffico complessivo del ristorante.
- La maggior parte dei ristoranti ha parcheggi contrassegnati appena dopo l'ultima finestra. Se c'è un ritardo significativo nell'ordine di un singolo cliente (ad esempio un ordine speciale) o una coda di traffico congestionato, un dipendente può indicare al cliente di parcheggiare in questa zona, liberando la corsia drive-through per il cliente successivo ed evitando ritardi a catena per gli altri clienti. Quando l'ordine è pronto, un dipendente lo consegna personalmente al cliente. Questo servizio ha quindi occasionalmente alcune somiglianze con il servizio drive-in, ma solo durante i periodi di punta.

I design drive-through variano da ristorante a ristorante; tuttavia, la maggior parte dei drive-through può ospitare una coda di quattro o sei autovetture o camion contemporaneamente. La maggior parte delle corsie drive-through sono progettate in modo che i finestrini di servizio e l'altoparlante siano sul lato del conducente dell'auto, ad esempio, nei paesi con guida a sinistra (guida a destra) come Regno Unito, Irlanda, Australia, India e Nuova Zelanda, i finestrini saranno sul lato destro della corsia drive-through e viceversa nei paesi con guida a destra (guida a sinistra) come Nord America ed Europa continentale. Ci sono alcune corsie drive-through progettate con finestrini di servizio sul lato passeggero, ma queste corsie sono poche e solitamente limitate a situazioni di conformità alle ordinanze, poiché non possono essere utilizzate facilmente da veicoli con solo conducente.
Il caffè viene spesso venduto solo nei bar drive-through.

### Tempo di servizio
Secondo il sondaggio annuale del 2024 di QSR, Taco Bell è stata la catena di fast food più veloce negli Stati Uniti per quanto riguarda il tempo di servizio drive-thru, con un'attesa media di 194,16 secondi. Questo è stato significativamente più veloce della media complessiva di 244,86 secondi. Altre catene con tempi di servizio relativamente rapidi includevano KFC (206,41 secondi) e McDonald's (271,81 secondi). Chick-fil-A, nota per le sue lunghe file, ha avuto un tempo di servizio medio di 298,27 secondi, ma ha avuto anche un tempo di attesa aggiuntivo di 181,15 secondi, con un'attesa totale dei clienti di circa 479,42 secondi (8 minuti).

### Storia
Nel 1921, Kirby's Pig Stand introdusse il ristorante drive-in, in cui i carhop consegnavano i pasti. Nel 1931, un franchising Pig Stand della California introdusse un servizio drive-through che bypassava i carhop. Il primo ristorante drive-through identificato fu fondato nel 1947 al Red's Giant Hamburg situato a Springfield, nel Missouri. Un anno dopo, nel 1948, Harry ed Esther Snyder della catena In-N-Out Burger costruirono un ristorante drive-through, dotato di un sistema di altoparlanti bidirezionali che Harry Snyder inventò lui stesso all'inizio di quell'anno. Entro gli anni '70, il servizio drive-through aveva sostituito i ristoranti drive-in negli Stati Uniti.
Il primo McDonald's drive-through fu creato nel 1975 a Sierra Vista, in Arizona, vicino a Fort Huachuca, un'installazione militare, per servire i militari a cui non era permesso uscire dalle loro auto fuori dalla base mentre indossavano le tute mimetiche. Il McDonald's originale fu chiuso e demolito nel 1999 e un nuovo McDonald's lo sostituì.
Nel 1987, Bob Charles è stato il pioniere del concetto di drive-through a doppio veicolo. Charles, un affiliato di McDonald's con sede a Boulder, in Colorado, è stato il primo a progettare e implementare questa innovazione, che ha portato a un aumento significativo del volume per unità.
Nel 1981, Max Hamburgers aprì il primo drive-in del Nord Europa a Piteå.
Un altro dei primi ristoranti drive-through in Europa, il McDonald's drive-through, aprì al Nutgrove Shopping Centre di Dublino, nel 1985.
Negli Stati Uniti, i drive-through rappresentano il 70% del fatturato di McDonald's e l'ordine medio al drive-through viene evaso in meno di tre minuti e mezzo.
Nel 2010, il franchising di McDonald's di Casa Linda, in Texas, ha aperto un punto vendita drive-through/walk-up senza posti a sedere all'interno, anche se ha un piccolo patio con tavoli.

## Banca drive-through
Nel 1928, la City Center Bank, che divenne la UMB Financial Corporation, il cui presidente R. Crosby Kemper aprì quello che è considerato il primo sportello drive-up. Poco dopo la Grand National Bank di St Louis aprì un drive-through, incluso uno slot laterale per i depositi notturni. La Westminster Bank aprì la prima banca drive-through del Regno Unito a Liverpool nel 1959, seguita subito dopo dall'Ulster Bank che aprì la prima banca irlandese nel 1961 a Finaghy.
Molti edifici bancari in epoca moderna dispongono di sportelli bancomat drive-through.

## Negozi drive-through

### Negozi di alimentari
Harold Willis e suo padre, Robert Willis, hanno incorporato per primi un servizio drive-through di latticini e uova a Redlands, in California, nei primi anni '40, fornendo latte e uova in modo rapido ed efficiente ai clienti in auto; ciò ha utilizzato un nastro trasportatore per latticini che Harold Willis aveva inventato. Alcuni supermercati offrono strutture drive-through per la spesa. Nel Regno Unito, questo servizio è stato annunciato per la prima volta da Tesco nell'agosto 2010. Negli Stati Uniti, Crafty's Drive-Buy Grocery Store in Virginia ha iniziato a offrire il servizio. Nel 2012, la catena olandese Albert Heijn ha introdotto un "Pick Up Point" dove è possibile ritirare la spesa acquistata online.

### Negozi di liquori
Le bevande alcoliche sono state vendute in un negozio di liquori drive-through (chiamato "Beer Through", "Cruise Through", "Brew Thru" nella costa orientale del Medio Atlantico degli Stati Uniti, o "Pony Keg" o "Party Barn" in alcune aree; questa pratica è generalmente illegale nel Nord-est e nell'Ovest).

## Emissioni e traffico

### Emissioni
I ristoranti drive-through e altre strutture drive-through hanno dovuto sempre più spesso affrontare un controllo più attento a causa dei livelli più elevati di emissioni che creano, rispetto agli equivalenti ristoranti walk-in. Uno studio del 2018 di QSR Magazine ha rilevato che il tempo medio di attesa in un ristorante drive-through di McDonald's negli Stati Uniti era di 3 minuti e 15 secondi, con una media di 3,8 auto in attesa in qualsiasi momento. Questa cifra è salita a una media di 4 minuti e 25 secondi nel 2019.
Se l’automobilista medio evitasse di guidare per 3 minuti al giorno in meno del solito, le emissioni di CO2 si ridurrebbero di 1,4 milioni di tonnellate all’anno, ovvero l’equivalente di togliere dalla strada 320.000 auto.
In risposta alle prove emergenti del ruolo che i drive-through svolgono nel contribuire al cambiamento climatico, Minneapolis ha vietato la costruzione di nuovi drive-through nel 2019, mentre un certo numero di altre città degli Stati Uniti, tra cui Creve Coeur, Fair Haven, Long Beach e Orchard Park, hanno emanato ordinanze per limitare o vietare i ristoranti fast-food drive-through.
Al di fuori degli Stati Uniti, un totale di 27 comuni hanno vietato i ristoranti drive-through per motivi di tutela ambientale e sanitaria dovuti al funzionamento al minimo dei motori.

### Traffico
È stato segnalato che le lunghe file per i drive-through negli Stati Uniti causano ingorghi, bloccando i veicoli di emergenza e gli autobus cittadini e aumentando il rischio di collisioni e lesioni ai pedoni. La popolarità dei drive-through di Chick-fil-A in particolare ha portato a problemi di traffico, interventi della polizia e denunce da parte delle attività commerciali vicine in più di 20 stati.

## Altri esempi

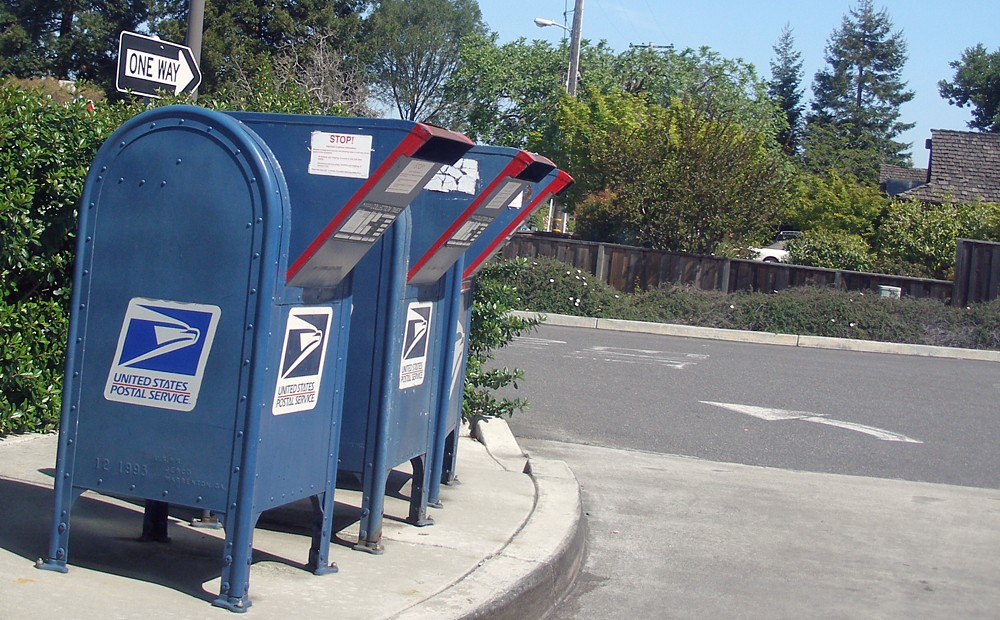
Cassette postali drive-through a Los Altos, California

Ecco altri esempi di attività drive-through:
- Servizi postali presso una cassetta postale drive-through[32][33]
- Ricette in una farmacia drive-through[34]
- Matrimonio (principalmente in speciali cappelle per matrimoni drive-through a Las Vegas)[35][36]
- Casa funeraria dove i partecipanti al lutto possono passare in auto, vedere e fare offerte ai resti dei loro cari attraverso le finestre[37][38]
- Il rappresentante dello Stato della Pennsylvania Kevin P. Murphy ha installato uno sportello drive-through progettato per velocizzare il servizio ai cittadini[39]
- Fino al 1982, elaborazione delle foto presso Fotomat, una catena americana di vendita al dettaglio di chioschi drive-through per lo sviluppo fotografico, situati principalmente nei parcheggi dei centri commerciali[40]
- Esposizioni di luci natalizie[41]

## Clienti non automobilisti
A volte i pedoni tentano di attraversare il drive-through per ordinare del cibo. Molti esercizi commerciali rifiutano il servizio drive-through ai pedoni per motivi di sicurezza, assicurazione e responsabilità. Anche ai ciclisti viene solitamente rifiutato il servizio con la stessa giustificazione. Tuttavia, nell'estate del 2009, Burgerville ha concesso l'uso dello sportello drive-through ai ciclisti.

### Sportelli walk-up

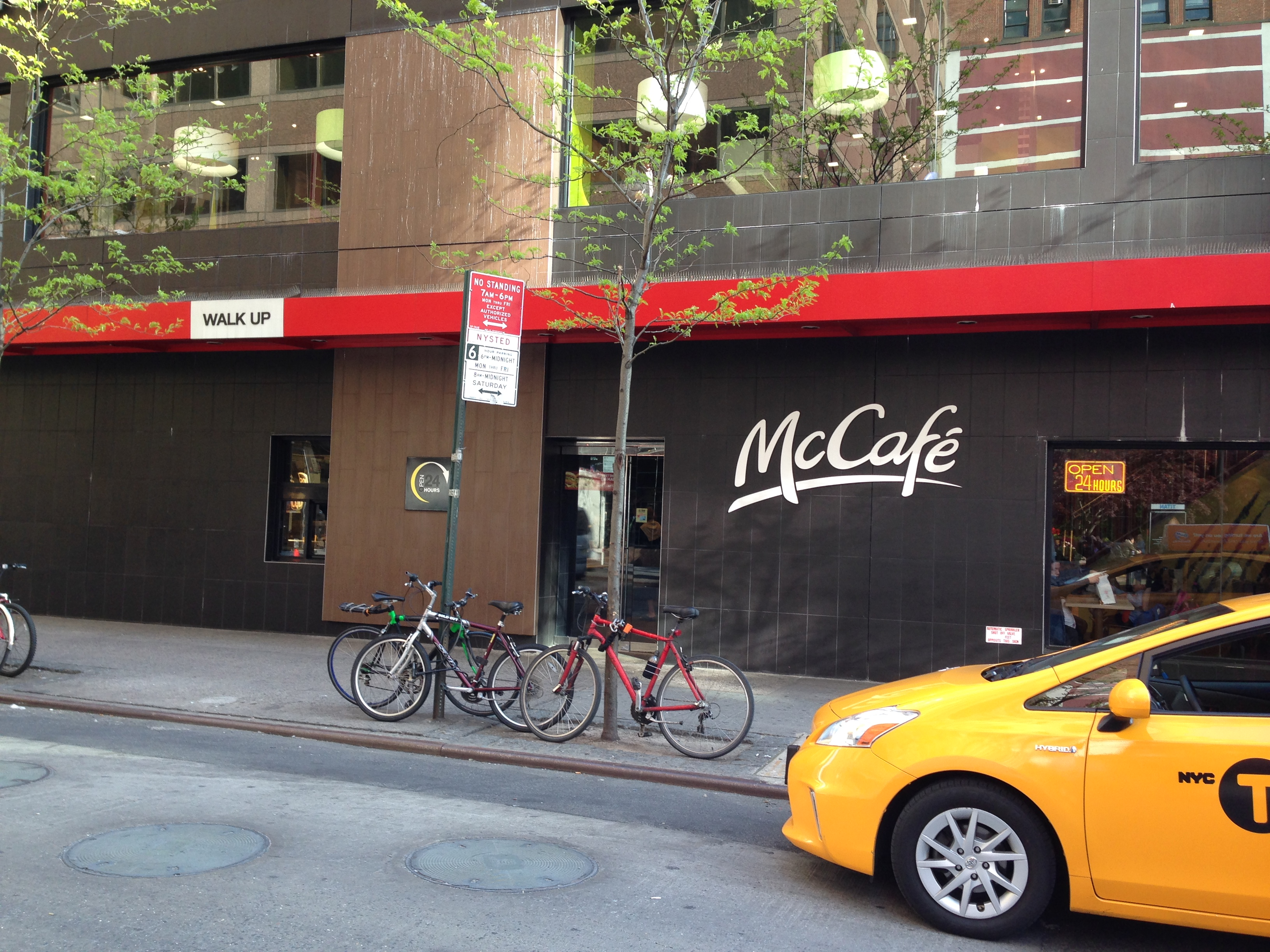
Sportello walk-up di McDonald's (a sinistra) in una sede di New York City

Alcune aziende forniscono invece uno sportello walk-up (con l'operatore che distribuisce il pasto attraverso una finestra) quando un drive-through potrebbe non essere pratico. Tuttavia, gli sportelli walk-up non devono essere confusi con i piccoli stabilimenti in cui i clienti sono in fila per servizi come cucine mobili, chioschi o stand di ristoro. Questi sportelli walk-up sono servizi a valore aggiunto in aggiunta ai servizi completi forniti all'interno dei negozi. Dopo la pandemia di COVID-19, un numero crescente di ristoranti, tra cui panetterie e pizzerie, ha introdotto sportelli scorrevoli autorizzati dal comune locale per le transazioni dei clienti.
Un esempio è quando McDonald's è entrata in un nuovo mercato in Russia, dove la maggior parte delle famiglie non possedeva un'auto, e i proprietari hanno sviluppato gli sportelli walk-up come alternativa. Alcune attività potrebbero voler utilizzare gli sportelli walk-up per attrarre determinati gruppi demografici di clienti, come i clienti più giovani che hanno bisogno di un servizio rapido durante la tarda notte. Un altro motivo è quello di offrire orari di servizio prolungati e mantenere un ambiente sicuro per i dipendenti, come uno sportello walk-up antiproiettile nelle aree ad alto tasso di criminalità.

### Cavallo
Problemi simili possono presentarsi nelle aree rurali per le persone a cavallo o in carrozza trainata da cavalli. Il 20 luglio 2013, una donna è stata multata per aver portato il suo cavallo all'interno di un ristorante McDonald's nella Greater Manchester, nel Regno Unito, dopo che le era stato rifiutato il servizio al drive-through. Il cavallo ha finito per defecare all'interno del ristorante, causando disagio agli altri clienti.

### Ipovedenti
Nel maggio 2016, Scott Magee ha intentato una class action federale negli Stati Uniti per intentare un'azione legale contro McDonald's a causa della sua riluttanza a servire persone ipovedenti, quando è aperta solo la corsia drive-through.
Il 24 maggio 2018 è entrata in vigore a Portland, in Oregon, una legge che richiede l'accesso multi-modale ai drive-through. La nuova legge di zonizzazione afferma: "Quando una struttura drive-through è aperta e altri ingressi pedonali per i clienti dell'attività non sono disponibili o sono chiusi a chiave, la struttura drive-through deve servire i clienti che utilizzano modalità diverse da un veicolo, come pedoni e ciclisti".
Dopo un anno, la legge di Portland aveva migliorato la situazione. La Willamette Week ha testato cinque sedi e in tutti i casi i clienti senza auto hanno ricevuto un servizio soddisfacente.

### Ski-through
McDonald's ha aperto per la prima volta una pista da sci chiamata McSki nella stazione sciistica di Lindvallen, in Svezia, nel 1996.

## Usi diversi

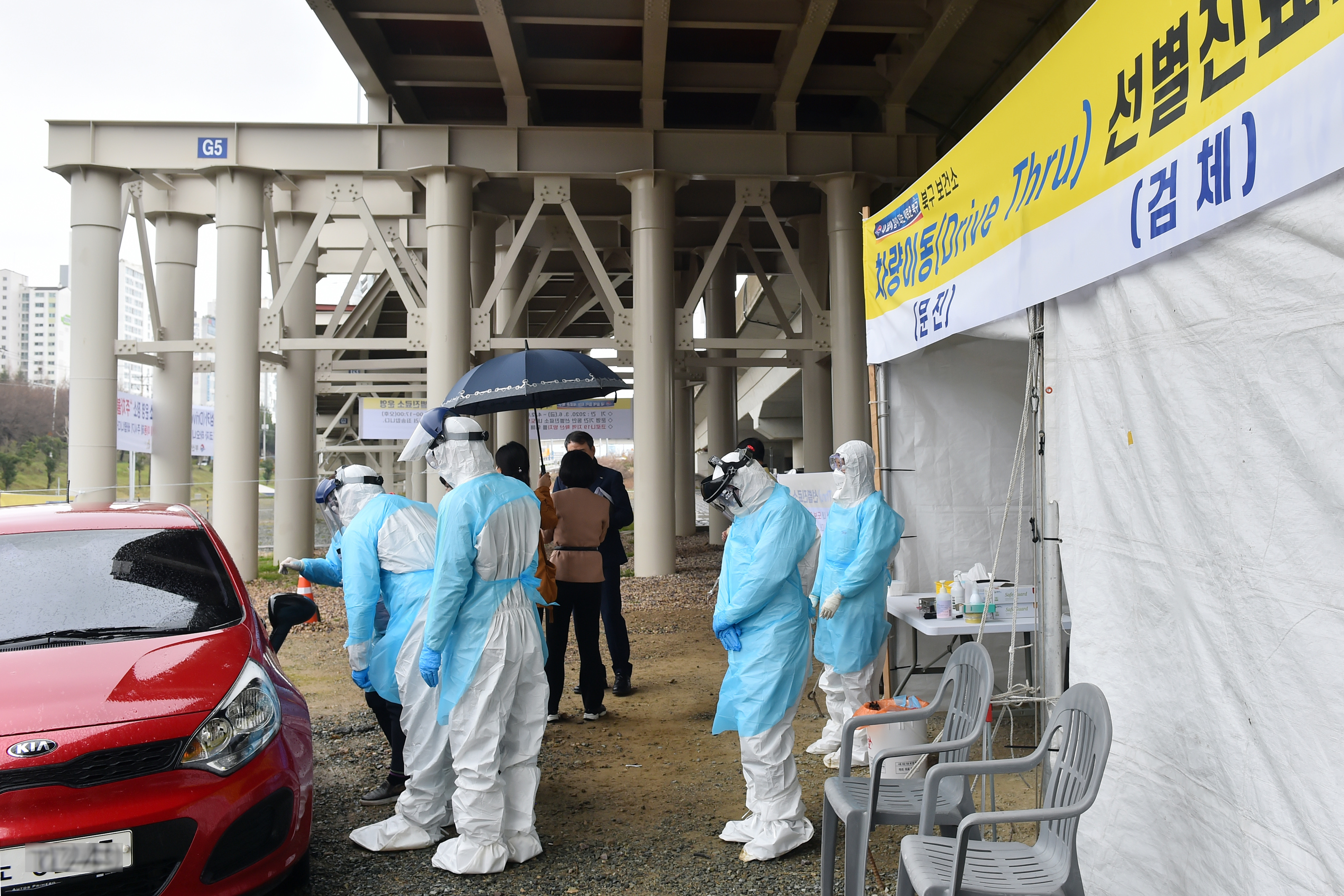
Test drive-through durante la Pandemia di COVID-19 in Corea del Sud.

Nel 2020, in molti paesi sono state istituite strutture di test drive-through per verificare se i passeggeri fossero stati infettati da COVID-19 (il primo in Corea del Sud).
Questo approccio ha consentito agli operatori sanitari di elaborare rapidamente grandi volumi di test, riducendo al contempo l’esposizione e il rischio di infezione tra coloro che venivano sottoposti al test, mantenendo i pazienti isolati nei loro veicoli.
Il processo prevedeva in genere che i pazienti presentassero il loro documento d'identità prima di essere sottoposti al tampone, rimanendo nei loro veicoli, prima di ripartire una volta completato il test. I loro risultati venivano poi in genere condivisi con loro tramite messaggio di testo o tramite il loro medico.